# Liebfrauenstraße (München)
Koordinaten: 48° 8′ 16,5″ N, 11° 34′ 21,8″ O
Die Liebfrauenstraße in München liegt in der Altstadt und verläuft von der Kaufingerstraße zur Südwestecke des Frauenplatzes.

## Geschichte
Ursprünglich hieß die Straße »Freimannergässel«, nach dem von Freimann in die Stadt übergesiedelten Patriziergeschlecht Freimann, dann »Frauengäßchen«, seinen heutigen Namen führt sie seit 16. März 1872. Der Dom zu Unserer Lieben Frau, Frauenkirche genannt, ist seit 1821 die Kathedralkirche des Erzbischofs von München und Freising. Die Straßenbezeichnung leitet sich von der Domkirche ab.

## Lage
Die Liebfrauenstraße verläuft von der Kaufingerstraße, in Höhe des Singer-Hauses in der Kaufingerstraße 13, in dem das Kaufhaus C&A untergebracht ist, zur Südwestecke des Frauenplatzes. Sie gehört zur Fußgängerzone der Münchner Altstadt. Auf der Westseite der Liebfrauenstraße befindet sich das Geschäftshaus Zum schönen Turm. Die Benennung verweist auf das Kaufingertor, einen Torturm der mittelalterlichen Stadtmauer Münchens, der im Jahr 1807 abgerissen wurde. Fertiggestellt wurde es 1914 nach Plänen der Architekten Eugen Hönig & Karl Söldner für die jüdischen Eigentümer der Textilhandelsgesellschaft Bamberger & Hertz. Seit 1951 gehört es dem Herrenmodegeschäft Hirmer. Auf der östlichen Seite befindet sich an der Fassade eine Gedenktafel zur Errichtung der Liebfrauenstraße.

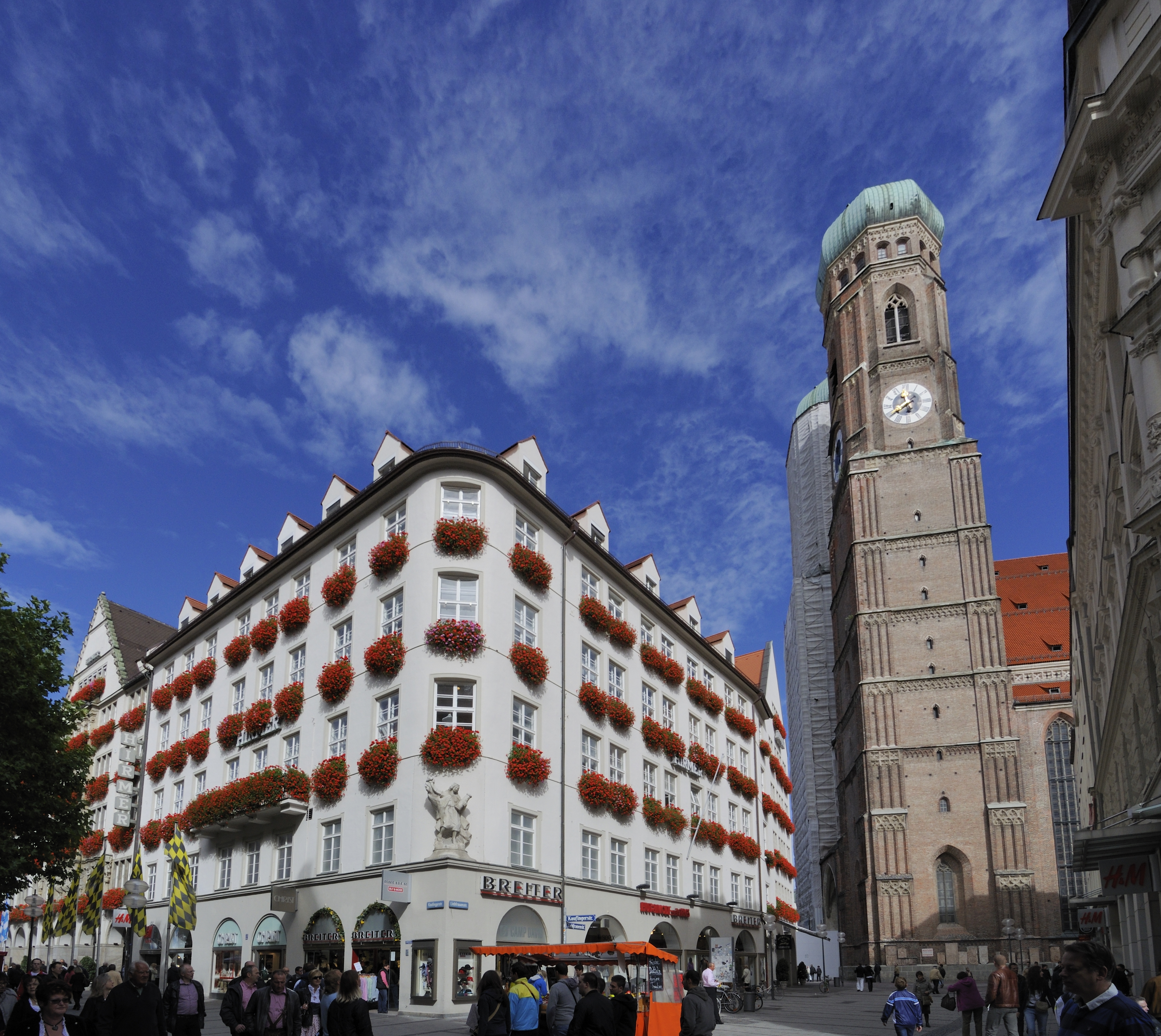
Liebfrauenstraße von der Kaufingerstraße aus gesehen
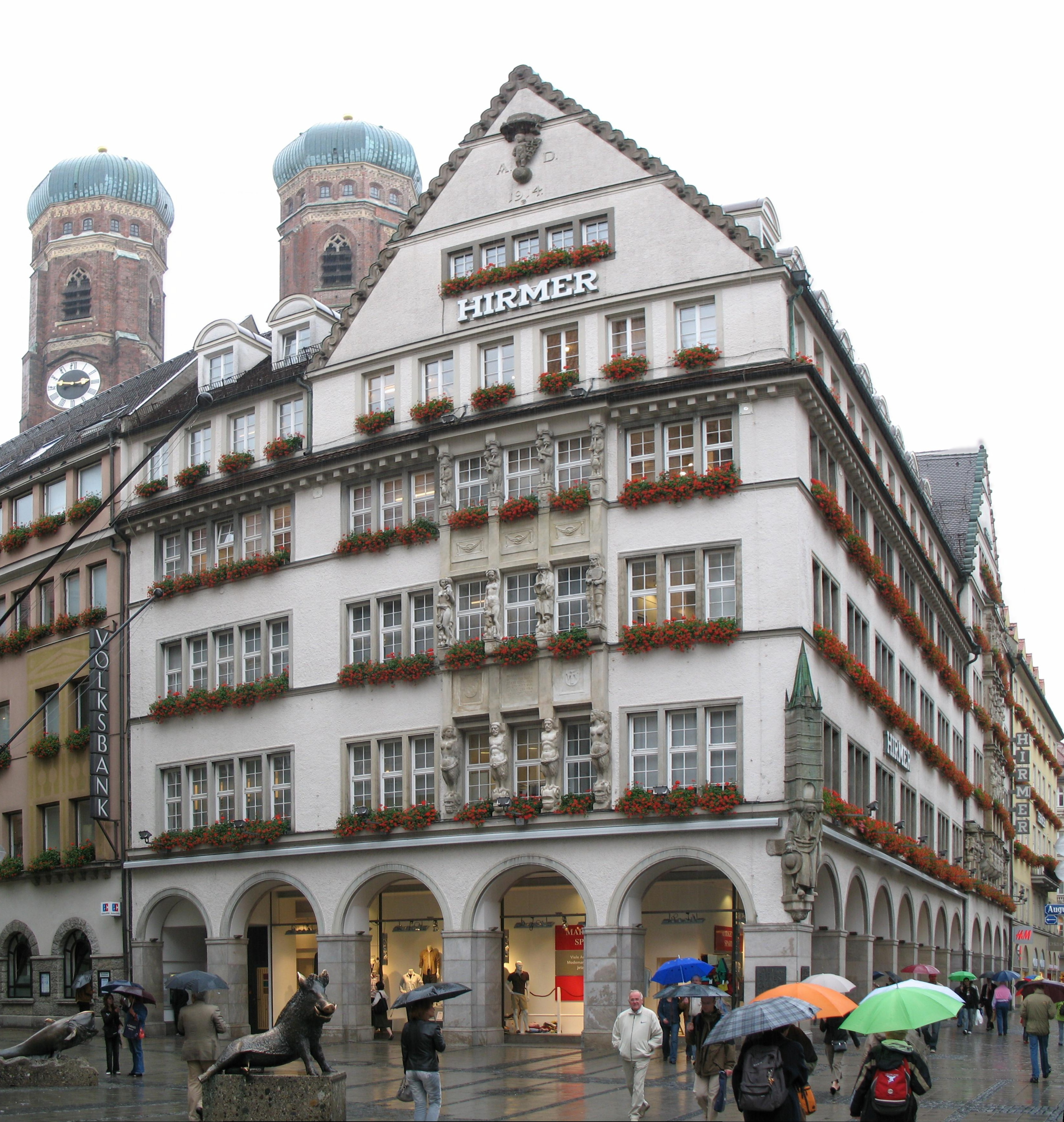
Hirmerhaus an der Ecke Kaufingerstraße / Liebfrauenstraße
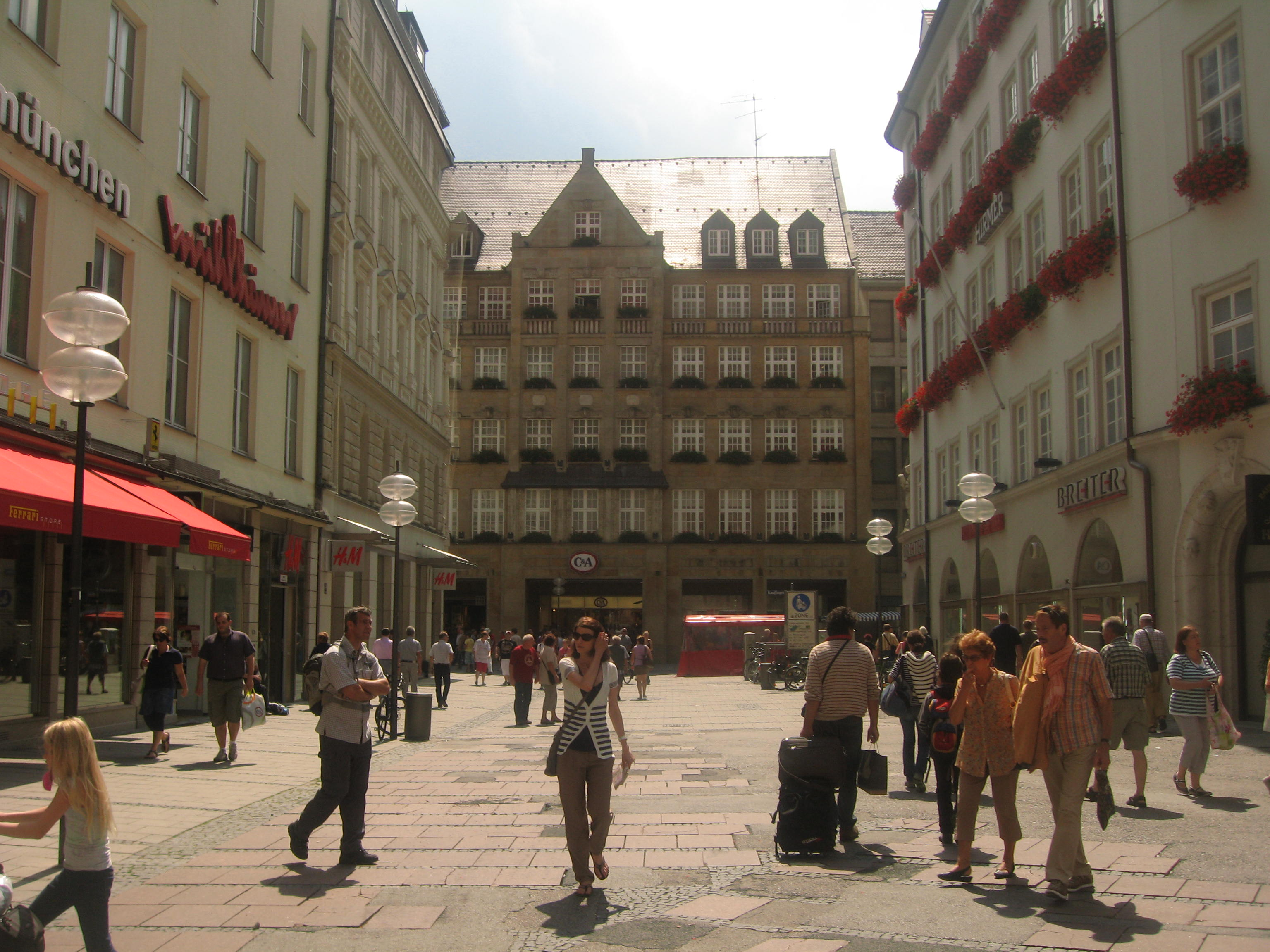
Liebfrauenstraße vom Frauenplatz aus gesehen; im Hintergrund das Singer-Haus
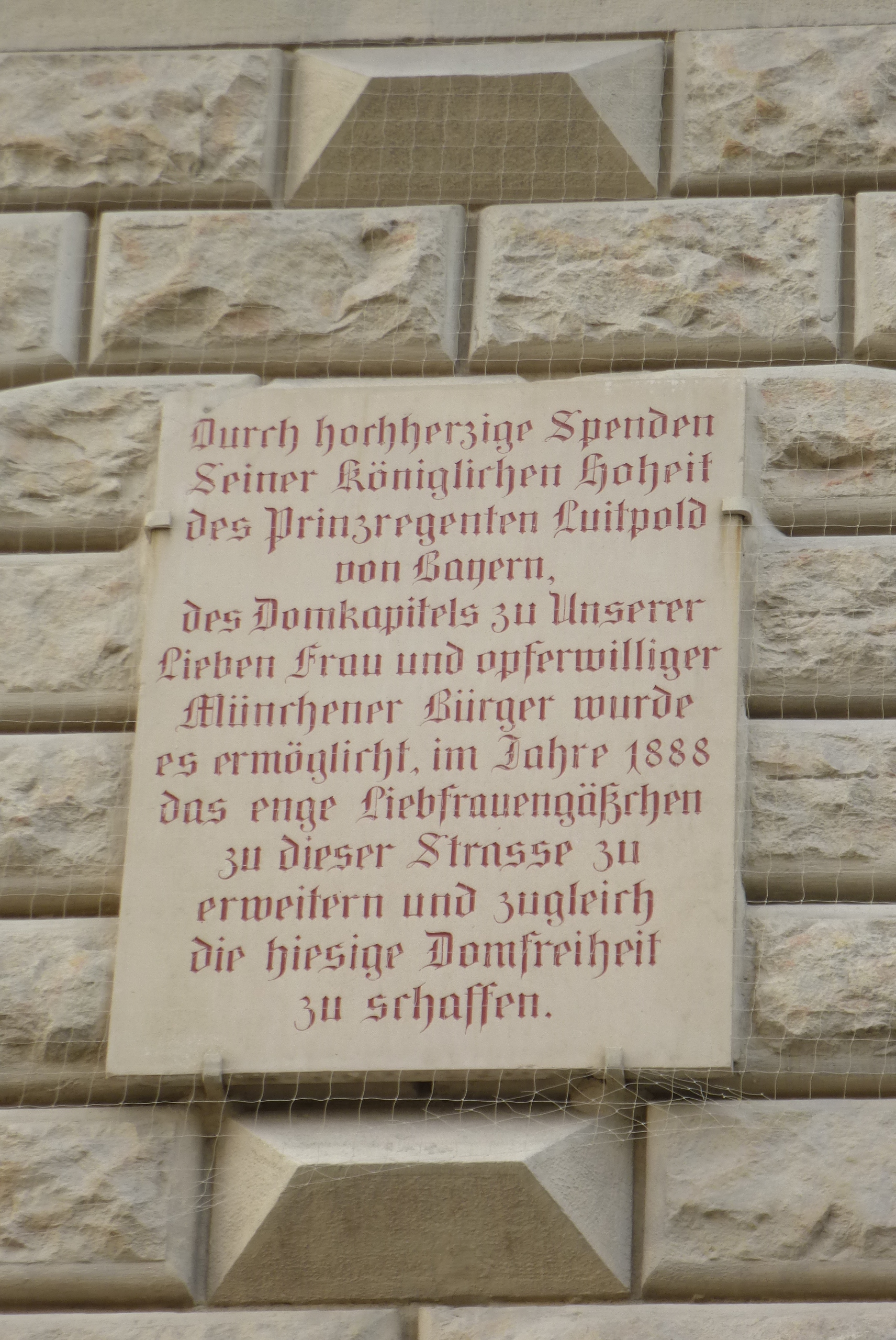
Infotafel zur Liebfrauenstraße
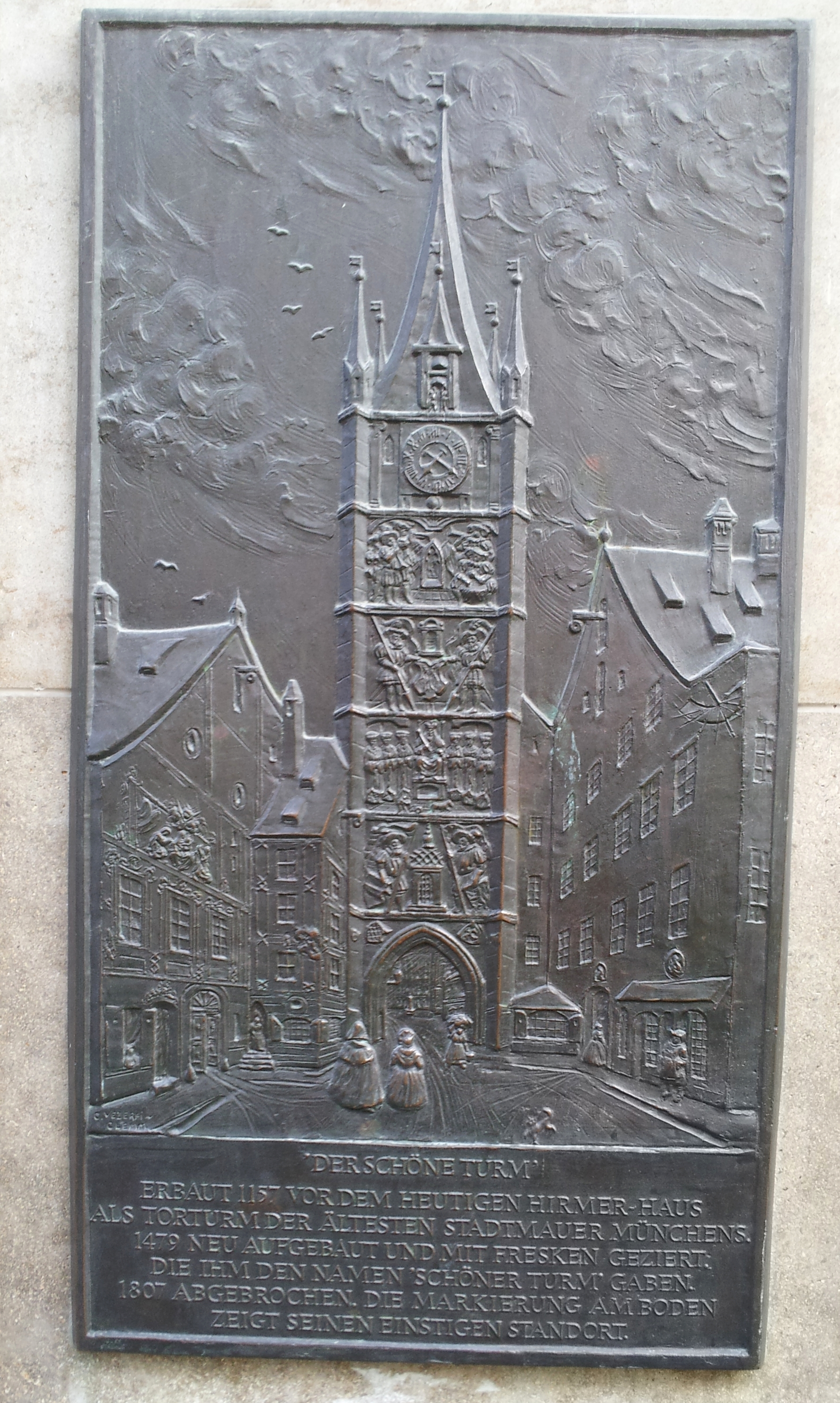
Gedenktafel an den Schönen Turm am Hirmerhaus
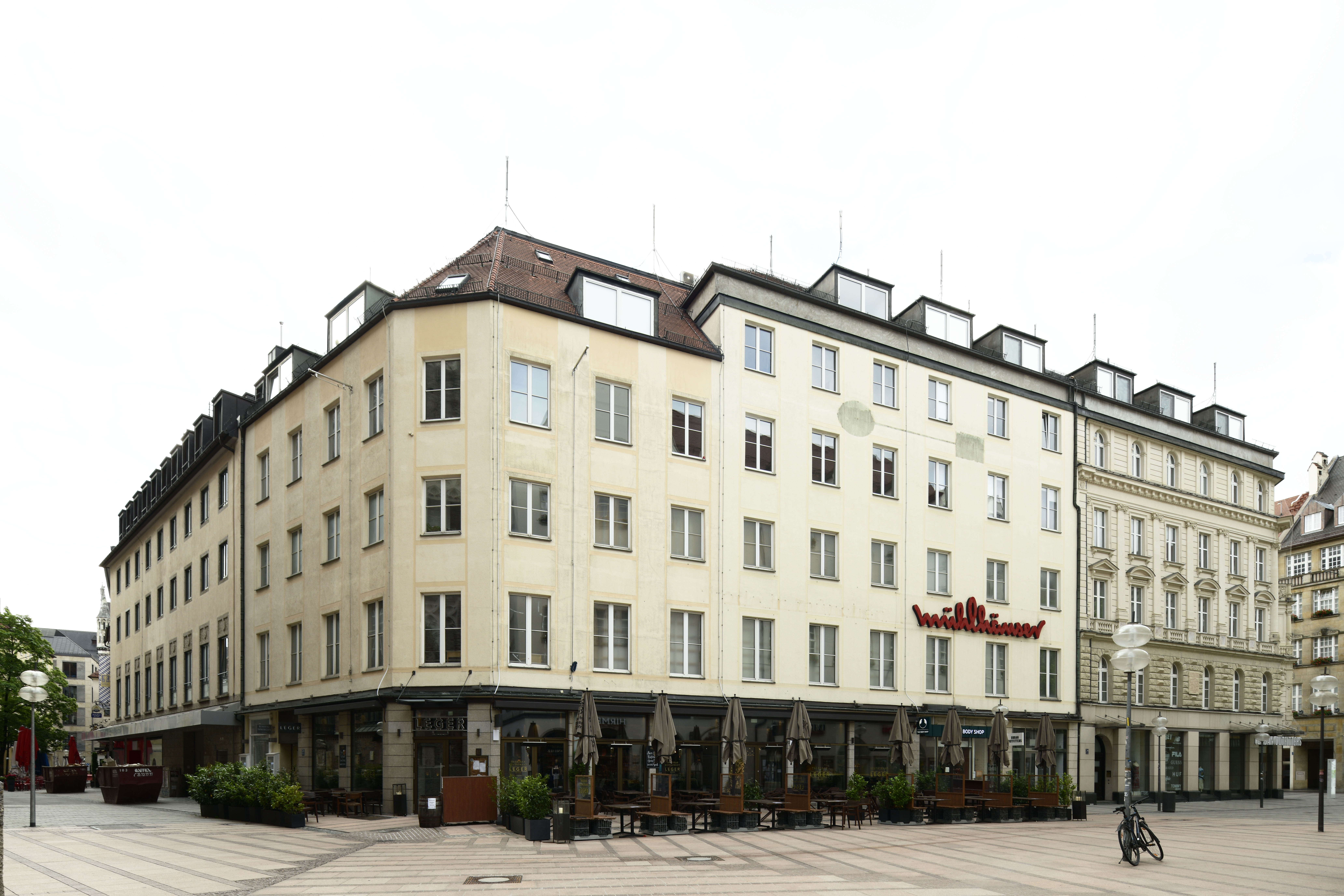
Östliche Seite der Liebfrauenstraße
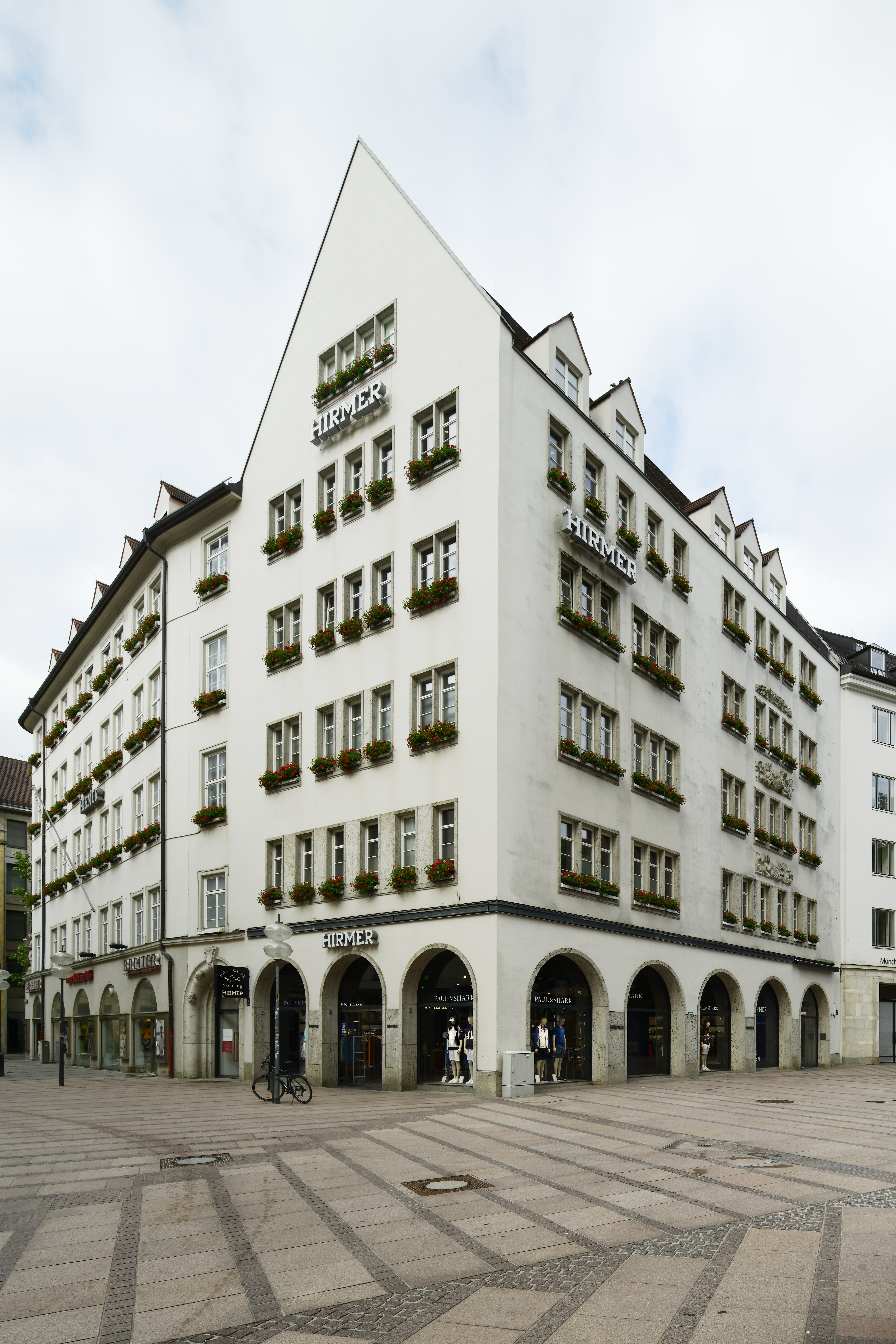
Hirmerhaus an der Ecke Frauenplatz / Liebfrauenstraße